# Pla de la Llosa
El Pla de la Llosa és una plana convertida en zona verda del terme municipal de Castellcir, al Moianès.
És a l'extrem de ponent de la urbanització de la Penyora, al nord de la Caseta del Giol, delimitat a ponent pel Camí de Santa Coloma Sasserra, al sud-oest per l'Avinguda del Moianès i a llevant per l'Avinguda de Santa Coloma. És a la part superior, extrem sud-est, del Serrat del Llop i a migdia del Sot de les Espines.

## Etimologia
Es tracta d'un pla d'on antigament s'extreuen lloses de pedra per a la construcció.